# Матчи сборной России по футболу 1999
В 1999 году сборная России провела 9 матчей, выиграв из них 7 и сведя вничью 2. Однако именно ничья в последнем матче лишила сборную России шансов поехать на Евро-2000.

## Все матчи
Отборочная стадия XI чемпионата Европы. Матч группы 4
№478
| 27 марта 1999 | \| Армения \| 0:3 (0:1) \| Россия \| \| \| Голы \| Карпин 7′, 63′ (пен.) · Бесчастных 89′ \| | «Раздан», Ереван Переменная облачность. Сильный ветер. 5 градусов. Зрителей: 10 000 Судьи: Терье Хауге, Уле-Херманн Борган, Эрик Рестад |
| Армения: Березовский, Мкртчян, Крбашян (Арутюнян, 65'), Овсепян, Оганесян, Варданян (к), Петросян, Восканян (Какосьян, 77'), Саркисян, Шахгельдян, Микаэлян (Есаян, 80'). Главнный тренер: Сурен Барсегян. Россия: Филимонов, Хлестов, Дроздов, Цымбаларь, Яновский, Аленичев (Тихонов, 65'), Онопко (к), Карпин, Титов, Юран (Хохлов, 84'), Панов (Бесчастных, 46'). Главный тренер: Олег Романцев. Предупреждения: Мкртчян (14'), Оганесян (35'), Титов (52'), Яновский (73'). |                                                                                              | |
| Армения | 0:3 (0:1)                                                                                    | Россия |
| | Голы                                                                                         | Карпин 7′, 63′ (пен.) · Бесчастных 89′                                                                                                  |

Отборочная стадия XI чемпионата Европы. Матч группы 4
№479
| 31 марта 1999 | \| Россия \| 6:1 (3:0) \| Андорра \| \| Титов 8′ · Бесчастных 13′, 62′ · Онопко 43′ · Цымбаларь 59′ · Аленичев 90′ \| Голы \| Гонсалес 73′ \| | «Локомотив», Москва 7 градусов. Пасмурно. Зрителей: 15 000 Судьи: Микко Вуорела, Шенблом Ингве, Сийвонен Маркуу |
| Россия: Филимонов, Хлестов, Смертин, Цымбаларь, Евсеев (Тихонов, 46'), Аленичев, Онопко (к), Карпин, Титов, Ширко, Бесчастных. Главный тренер: Олег Романцев. Андорра: Кольдо, Жонас (Гонсалес, 58'), Гарсия, Мартин, А. Лима, И. Лима, Поль, Сонеджи, Жименес, Лусендо (к) (Санчес, 67'), Руис. Главный тренер: Маноэл Милуир. Предупреждение: И. Лима (61'). | | |
| Россия | 6:1 (3:0) | Андорра |
| Титов 8′ · Бесчастных 13′, 62′ · Онопко 43′ · Цымбаларь 59′ · Аленичев 90′ | Голы | Гонсалес 73′ |

Домашний матч против Андорры 31 марта 1999 года должен был пройти во Владикавказе, однако из-за теракта во Владикавказе был перенесён в Москву по настоянию делегации сборной Андорры.
Товарищеский матч
№480
| 19 мая 1999 | \| Россия \| 1:1 (1:0) \| Беларусь \| \| Мостовой 31′ \| Голы \| Тарловский 46′ \| | «Арсенал», Тула 12 градусов. Зрителей: 13 000 Судьи: Герцас Жакас, Виталиус Казлаускас, Йонас Брага |
| Россия: Черчесов (Овчинников, 46'), Хлестов, Смертин (В. Булатов, 80), Панов (Цымбаларь, 46'), Яновский (Варламов, 65'), Мостовой (Хохлов, 75'), Онопко (к), Карпин, Титов, Тихонов, Бесчастных (Юран, 46'). Главный тренер: Олег Романцев. Белоруссия: Тумилович, Яхимович, Лаврик, Скрипченко (Тарловский, 46'), Островский, Гуренко (к), Баранов, Геращенко (Кульчий, 25'), Маковский (Рындюк, 73'), Макс. Ромащенко (Чайка, 85'), Орловский. Главный тренер: Михаил Вергеенко Предупреждения: Карпин (33'), Макс. Ромащенко (66'), Лаврик (69'), Тумилович (82'). |                                                                                    | |
| Россия | 1:1 (1:0)                                                                          | Беларусь                                                                                            |
| Мостовой 31′ | Голы                                                                               | Тарловский 46′                                                                                      |

Отборочная стадия XI чемпионата Европы. Матч группы 4
№481
| 5 июня 1999 | \| Франция \| 2:3 (0:1) \| Россия \| \| Пети 48′ · Вильтор 53′ \| Голы \| Панов 38′, 75′ · Карпин 86′ \| | «Стад де Франс», Сен-Дени Зрителей: 78 790 Судьи: Пол Дёркин, Филип Джослин, Дэвид Бэбски |
| Франция: Бартез, Кандела (Пирес, 87'), Тюрам, Пети, Блан, Джоркаефф (Богоссян, 90'), Дешам (к), Десайи, Анелька, Вильтор, Дюгарри (Виейра, 60') Главный тренер: Роже Лемерр. Россия: Филимонов, Хлестов, Варламов, Семак (Бесчастных, 60'), Смертин, Мостовой (Хохлов, 26'), Онопко (к), Карпин, Титов, Панов, Тихонов (Цымбаларь, 72'). Главный тренер: Олег Романцев. Предупреждения: Дешам (10'), Бартез (50'); Титов (1'), Мостовой (15'), Варламов (47'). | |                                                                                           |
| Франция | 2:3 (0:1)                                                                                                | Россия                                                                                    |
| Пети 48′ · Вильтор 53′ | Голы | Панов 38′, 75′ · Карпин 86′                                                               |

Отборочная стадия XI чемпионата Европы. Матч группы 4
№482
| 9 июня 1999 | \| Россия \| 1:0 (1:0) \| Исландия \| \| Карпин 44′ \| Голы \| \| | «Динамо», Москва Зрителей: 38 000 Судьи: Метин Токат, Реджеп Сюрхат Мюнироглу, Хасан Сердар Чакироглу. |
| Россия: Филимонов, Хлестов, Варламов (Яновский, 56'), Семак (В. Булатов, 46'), Смертин, Бесчастных (Цымбаларь, 72'), Онопко (к), Карпин, Хохлов, Панов, Тихонов. Главный тренер: Олег Романцев. Исландия: Б. Кристинссон, Хельгасон, Хрейдарссон (Адольфссон, 59'), Сиг. Йонссон (к) (Кольвидссон, 46'), Мартейнссон, Р. Кристинссон, Гуннарссон (Хельгусон, 80'), Сверриссон, Сигурдссон, Гудьонссон, Дадасон Главный тренер: Гудьон Тоурдарсон Предупреждение: Карпин (90'). |                                                                   | |
| Россия | 1:0 (1:0)                                                         | Исландия                                                                                               |
| Карпин 44′ | Голы                                                              | |

Товарищеский матч
№483
| 18 августа 1999 | \| Беларусь \| 0:2 (0:1) \| Россия \| \| \| Голы \| Бесчастных 40′ · Панов 47′ \| | «Динамо», Минск 23 градуса. Зрителей: 20 000 Судьи: Андрей Яковлев; Юрий Главан, Андрей Бодян. |
| Белоруссия: Тумилович, Гуренко (к), Островский, Лухвич, Геращенко, Чайка (Коваленко, 67'), Баранов, Макс. Ромащенко (Стрипейкис, 77'), Кульчий, Качуро (Тарловский, 55'), Орловский (Горовой, 46'). Главный тренер: Михаил Вергеенко. Россия: Филимонов, Хлестов, Хохлов, Смертин, Яновский (Бут, 70'), Бесчастных, Онопко (к), Карпин (Аленичев, 46'), Титов (В. Булатов, 77'), Панов (Семак, 63'), Тихонов (Дроздов, 82'). Главный тренер: Олег Романцев. Предупреждения: Смертин (27'), Тихонов (68'). |                                                                                   |                                                                                                |
| Беларусь | 0:2 (0:1)                                                                         | Россия                                                                                         |
| | Голы                                                                              | Бесчастных 40′ · Панов 47′                                                                     |

Отборочная стадия XI чемпионата Европы. Матч группы 4
№484
| 4 сентября 1999 | \| Россия \| 2:0 (1:0) \| Армения \| \| Бесчастных 8′ (пен.) · Карпин 70′ \| Голы \| \| | «Лужники», Москва 22 градуса. Зрителей: 36 000 Судьи: Чарлз Агиус; Эммануэль Цаммит, Филип Агиус. |
| Россия: Филимонов, Хлестов, Хохлов, Смертин, Аленичев, Бесчастных, Онопко (к), Карпин, Титов (Семак, 80'), Панов (Ширко, 78'), Тихонов (Яновский, 73'). Главный тренер: Олег Романцев. Армения: Березовский, Мкртчян, В. Хачатрян, Овсепян, Оганесян, Варданян, Р. Хачатрян (Петросянц, 85'), Арутюнян (Какосьян, 55'), Восканян, Шахгельдян (Девани, 78'), Микаэлян. Главный тренер: Сурен Барсегян. Предупреждения: Варданян (28'), Оганесян (50'), Восканян (82'). |                                                                                         |                                                                                                   |
| Россия | 2:0 (1:0)                                                                               | Армения                                                                                           |
| Бесчастных 8′ (пен.) · Карпин 70′ | Голы                                                                                    |                                                                                                   |

Отборочная стадия XI чемпионата Европы. Матч группы 4
№485
| 8 сентября 1999 | \| Андорра \| 1:2 (1:1) \| Россия \| \| Руис 39′ (пен.) \| Голы \| Онопко 23′, 57′ \| | Муниципальный стадион, Ашоваль 25 градусов. Зрителей: 1000 Судьи: Йорн Вест-Ларсен, Хеннинг Кнудсен-Эйплиф, Аллен Дам Нильсен. |
| Андорра: Кольдо, Рамирес, Эскура, Гарсия, Сонеджи (Бушо, 58'), И. Лима, Гонсалес, Алекс Годой, Жименес, Санчес (Арманд Годой, 89'), Руис (к). Главный тренер: Давид Родриго. Россия: Филимонов, Хлестов, Онопко (к), Смертин, Карпин, Хохлов (Безродный, 65'), Титов, Аленичев (Яновский, 61'), Тихонов, Бесчастных (Панов, 46'), Ширко. Главный тренер: Олег Романцев. Предупреждения: Смертин (39'), Рамирес (78'). |                                                                                       | |
| Андорра | 1:2 (1:1)                                                                             | Россия |
| Руис 39′ (пен.) | Голы                                                                                  | Онопко 23′, 57′ |

Ни один канал России и всей Европы не показал полностью гостевой матч против Андорры из-за перелома передатчика: ОРТ начал показывать матч только с 61-й минуты.
Отборочная стадия XI чемпионата Европы. Матч группы 4
№486
| 9 октября 1999 | \| Россия \| 1:1 (0:0) \| Украина \| \| Карпин 75′ \| Голы \| Шевченко 88′ \| | «Лужники», Москва 11 градусов.Пасмурно. Временами мелкий дождь. Зрителей: 78 600 Судья: Дэвид Эллерей, Дэвид Бэбски, Дэвид Брайан. |
| Россия: Филимонов, Хлестов, Хохлов, Смертин, Аленичев, Дроздов, Онопко (к), Карпин, Титов, Панов (Семак, 79'), Тихонов (Бесчастных, 61'). Главный тренер: Олег Романцев. Украина: Шовковский, Лужный (к), Мизин, Головко, Ващук, Дмитрулин (Ковалёв, 75'), Максимов (Мороз, 77'), Гусин, Скаченко (Микитин, 41'), Шевченко, Ребров. Главный тренер: Йожеф Сабо. Предупреждение: Хлестов (49'). |                                                                               | |
| Россия | 1:1 (0:0)                                                                     | Украина |
| Карпин 75′ | Голы                                                                          | Шевченко 88′ |

## Авторы забитых мячей
6 мячей
- Валерий Карпин

5 мячей
- Владимир Бесчастных

3 мяча
- Александр Панов
- Виктор Онопко

1 мяч
- Егор Титов
- Илья Цымбаларь
- Дмитрий Аленичев
- Александр Мостовой

## Авторы пропущенных мячей
1 мяч
- Эмилиано Гонсалес
- Хусто Руис
- Игорь Тарловский
- Андрей Шевченко
- Сильвен Вильтор
- Эмманюэль Пети